# 領吸蜜鸚鵡
，又稱綠領吸蜜鸚鵡，是斐濟特有的一種鸚鵡。它們是唯一由雨林環境適應到城市生活的鳥類。它們長20厘米，下身及面部呈鮮紅色，有紫色的冠，上身呈綠色。雄鳥及雌鳥相似，但雌鳥的冠較為淡色。

## 特徵

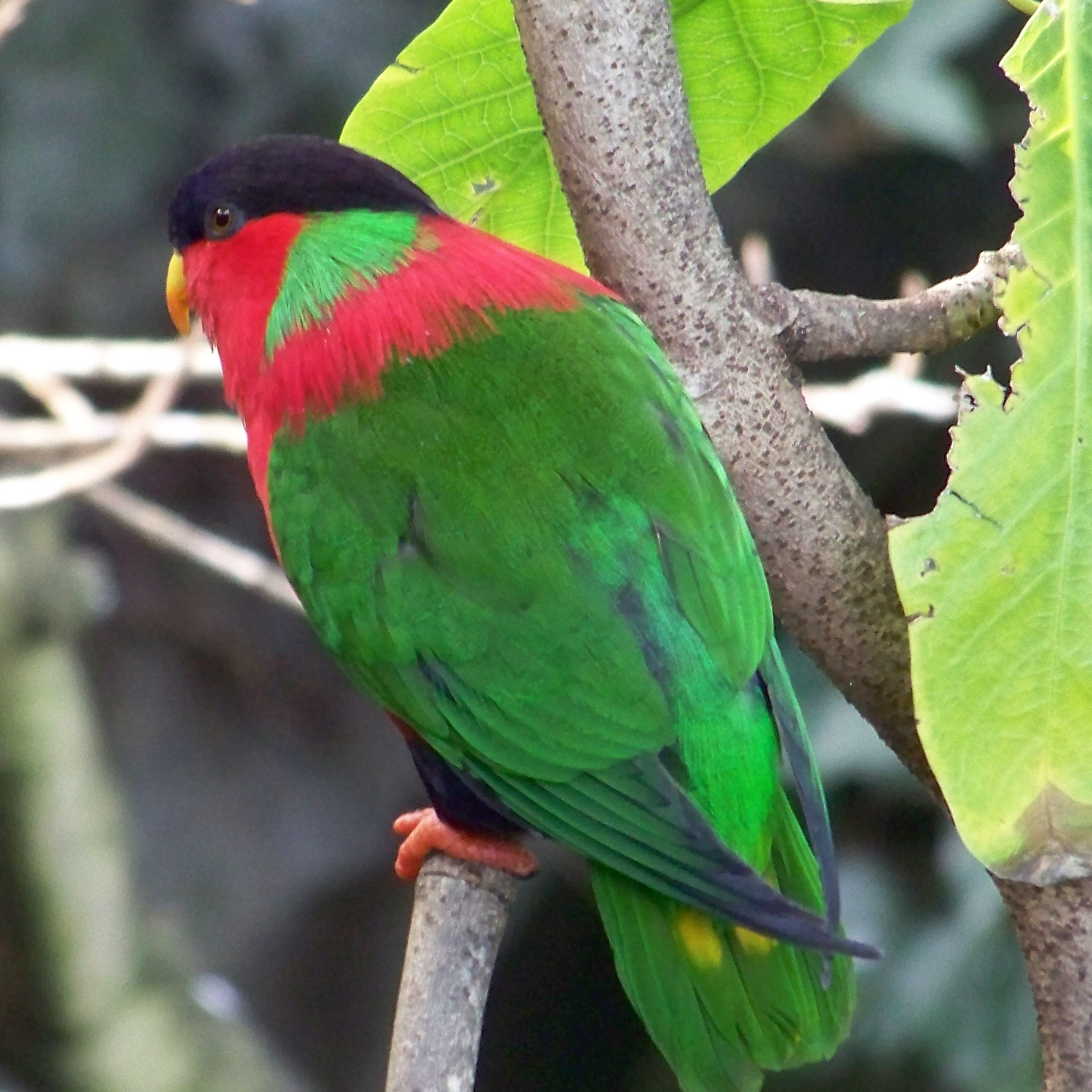
領吸蜜鸚鵡的背部。

領吸蜜鸚鵡長約20厘米，只有少許的兩性異形。雄鳥的兩頰、喉嚨、胸部及上腹呈鮮紅色。冠是深紫色。頸部呈綠色及紅色。雙翼、背部及尾巴都是綠色的。下腹是紫色。喙是黃橙色的，腳呈粉紅橙色，虹膜呈橙紅色。雌鳥的外觀相似，但冠較淺色。幼鳥較為深色，上腹及胸部有紫紋，喙呈褐色，而虹膜則呈淡褐色。

## 分類
領吸蜜鸚鵡最初是由格奧爾格·阿道夫·蘇克考於1800年描述，並由喬治·羅伯特·格雷於1870年將之分類到獨立的Phigys屬中。此屬是單型的，只有一個物種。它們有時被分類到Vini屬之中，而現在據世界鳥類學家聯合會的名錄於2020年的兩個研究證明其應為該屬成員。

## 分佈及棲息地
領吸蜜鸚鵡棲息在亞熱帶或熱帶潮濕低地森林。它們適應了人類的生活，也會在蘇瓦出沒。它們分佈在斐濟的較大島嶼，及勞島（Lau Islands）至拉開巴（Lakeba）及Oneata。雖然它們只限於斐濟，但有化石證據顯示它們曾在湯加出沒，但卻因早期的人類殖民而滅絕。

## 行為
領吸蜜鸚鵡飛得很快，拍動雙翼也很快但很淺。它們成對或以小群生活。它們的叫聲很高音及尖銳。

### 食性
領吸蜜鸚鵡主要吃果實、種子、花蜜及花朵。它們最喜歡吃的植物是刺桐、椰及火焰木。

### 繁殖
領吸蜜鸚鵡會在樹穴築巢，有時也會在仍在樹上的椰子內築巢。它們每次會生2隻蛋，孵化期為30日，幼鳥需9星期才長大。

## 外部連結
- 维基共享资源上的相關多媒體資源：領吸蜜鸚鵡
- 維基物種上的相關：領吸蜜鸚鵡